# Raoul Hausmann

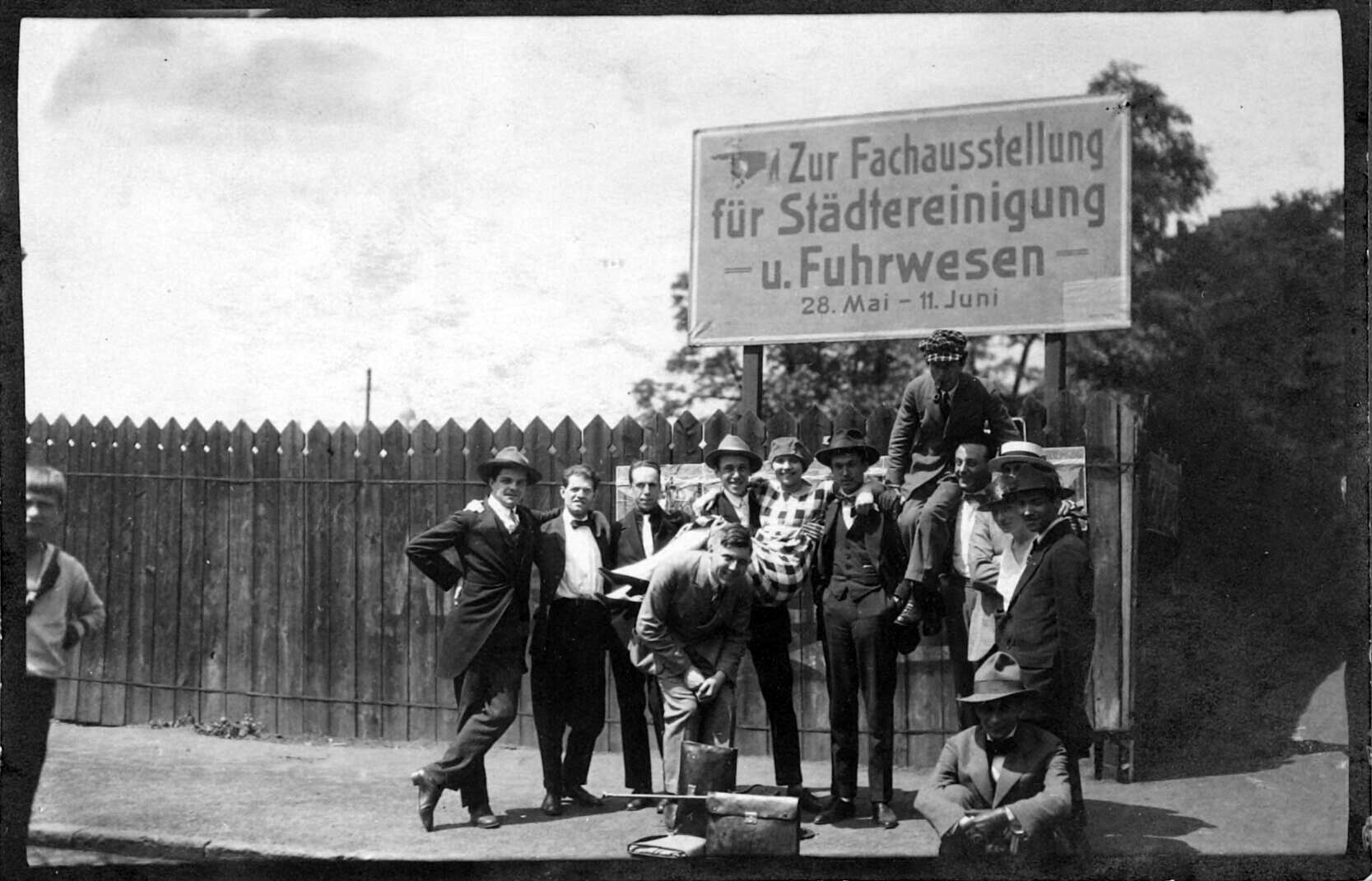
Raoul Hausmann (derde van links, met vlinderdasje)

Raoul Hausmann (Wenen, 12 juli 1886 – Limoges, 1 februari 1971) was een Oostenrijks dadakunstenaar.
Hausmann verhuisde in 1900 van Wenen naar Berlijn, waar hij begon met schilderen.
Hij raakte bevriend met Hans Arp en Richard Huelsenbeck. In 1918 was hij medeoprichter van de Berlijnse tak van dada. Van deze beweging was hij een belangrijk theoreticus. Hij noemde zichzelf "de president van de zon, de maan en de kleine aarde (binnenoppervlak)". Ook werd hij wel dadasoof, dadaraoul en 'directeur van het Circus Dada' genoemd.
Raoul Hausmann beweerde dat hij de ontdekking van de fotomontage had gedaan in 1918. De techniek van de fotomontage geldt als karakteristieke kunstuiting van het dadaïsme. Behalve fotomontages maakte Hausmann collages, foto's, schilderijen, beelden en hij schreef gedichten en dadaïstische manifesten. Met zijn gedicht fmsbw inspireerde hij Kurt Schwitters tot zijn dadaïstische Ursonate. Hausmanns kunstwerk Der Geist unserer Zeit werd gemaakt rond 1919 en toont een montage van mechanische voorwerpen op een houten pruikenstandaard; het bevindt zich in het Centre Pompidou in Parijs. Uit hetzelfde jaar stamt zijn werk Gurk, dat zich bevindt in het Gerd Arntz-archief in het Kunstmuseum Den Haag.
Hausmann had diverse relaties met vrouwen. Zijn turbulente relatie met Hannah Höch duurde van 1915 tot 1921.
Zijn manifesten en bijdragen over de geschiedenis van het dadaïsme zijn gebundeld in Am Anfang war Dada, in het Nederlands vertaald als In den beginne was DADA (Vantilt, 2002).

## Citaten
- "Het leven doet zich voor als een simultane wirwar van geluiden, kleuren en innerlijke ritmen die de dadaïstische kunst vastberaden in al zijn keiharde realiteit aanvaardt, inclusief de sensationele schreeuwerigheid en koortsigheid van de roekeloze psyche van alledag."
- "De dadaïst haat de domheid en houdt van onzin."